# Melkitska grkokatolička Crkva
Melkitska grkokatolička Crkva (arap.: كنيسة الروم الملكيين الكاثوليك‎, Kanīsat ar-Rūm al-Malakiyyīn al-Kāṯūlīk) je Katolička Crkva prema bizantskom crkvenom obredu, direktno odgovorna Svetom ocu u Vatikanu. L'Osservatore Romano iz 2015. izvještava kako melkitska grkokatolička Crkva broji 1,685,296 vjernika, 490 župa i 379 svećenika.

## Povijest
Grkokatolička melkitska Crkva, se ujedinila s Rimom 1724. godine, ali zadržavši vlastiti obred, liturgiju i kanonske propise.  Na čelu Melkitske grkokatoličke Crkve nalazi se melkitski grčki patrijarh Antiohije. Danas broji oko 1,685,296 vjernika, koji žive uglavnom u zemljama Bliskog istoka: Siriji, Libanonu, Palestini, Jordanu, Egiptu te u zemaljama oko Perzijskog zaljeva.
Mariam Baouardy je prva svetica Melkitske grkokatoličke Crkve.